# Шольїнське сільське поселення
Шо́льїнське сільське поселення — муніципальне утворення в складі Камбарського району Удмуртії, Росія. Адміністративний центр — село Шолья.
Населення становить 1323 особи (2019, 1357 у 2010, 1656 у 2002).

## Склад
До складу поселення входять такі населені пункти:
| Населений пункт                   | Населення, осіб (2002) | Населення, осіб (2010) |
| --------------------------------- | ---------------------- | ---------------------- |
| Дома 1164 км, без статусу         | 0                      | 67                     |
| Мазунінське лісничество, присілок | 235                    | 176                    |
| Шолья, село                       | 1421                   | 1114                   |

В поселенні діють середня школа та садочок (Шолья), лікарня, бібліотека, клуб, центр соціального обслуговування. Серед підприємств працюють Шольїнський ліспромгосп та ТОВ «Лісне».